# Goioxim
Goioxim è un comune del Brasile nello Stato del Paraná, parte della mesoregione del Centro-Sul Paranaense e della microregione di Guarapuava. Si trova a 275 km dalla capitale dello Stato Curitiba.